# Ramón Mateo
Ramón Mateo (San Juan de la Maguana, 23 giugno 1958) è uno scacchista dominicano. È stato il primo Grande Maestro della Repubblica Dominicana, titolo che ha raggiunto nel 2008.
Suo padre Fidias si trasferì a Santo Domingo nel 1961, nel quartiere Villa Duarte.
È stato Campione nazionale per sei volte, fra gli anni 1970 ed il 2000.
Tra il 1978 e il 2008 ha partecipato a dieci Olimpiadi degli scacchi, sei volte delle quali in prima scacchiera.